# Bana Bana
Bana Bana (A me, a me) è un singolo del gruppo musicale turco Pan; questo brano rappresentò la Turchia all'Eurovision Song Contest 1989.
Hazan Selçuk, uno dei due cantanti del gruppo insieme a Arzu Ece, è la figlia di Timur Selçuk, che fu il compositore della canzone. 
Il brano fu eseguito al quinto posto, seguito da Blijf zoals je bent del cantante olandese Justine Pelmelay e preceuto da Door de wind del cantante belga Ingeborg. La canzone ricevette cinque punti, classificandosi 21# su un totale di ventidue brani.